# Claude Bourmaud
Pour les articles homonymes, voir Bourmaud.
Claude Bourmaud, né le 3 mars 1947 à Nantes et mort le 13 décembre 2023 au Chesnay-Rocquencourt, est un haut fonctionnaire français. Ancien élève de l'ENSPTT et administrateur des PTT, il a été directeur général de La Poste de 1993 à 1996, puis président de La Poste de 1996 à 2000, avant de devenir en 2001 responsable du Trésor public de la région Centre (trésorier-payeur général, puis administrateur des finances publiques de 2009 à 2012).

## Biographie

### 1970-1993: ses débuts
Licencié en physique (1970), il entre aux PTT en 1971 et est nommé inspecteur en 1973 à la direction des services postaux (DRSP), Bureau C4 Informatique et Statistiques. Ancien élève de l'ENSPTT, (1975-1978, scolarité en partie conjointe avec l'ENA, promotion "André Malraux"), il devient administrateur des PTT en 1978, affecté à la direction du personnel et des affaires sociales (DIPAS).
Fin 1983, il effectue sa mobilité dans le corps des administrateurs civils à l’administration centrale du ministère de l'Économie, des Finances et du Budget (service du contrôle d’État),. De retour à l'administration centrale des PTT, il est assistant du directeur des affaires communes, André Darrigrand.
En février-mars 1986, il est chargé de mission (avril 1986) puis conseiller technique (mai 1986) et enfin directeur adjoint (de novembre 1987 à avril 1988), au cabinet de Gérard Longuet.
Il réintègre l'administration centrale des PTT le 15 avril 1988, comme chef du service de la programmation et de la gestion des ressources et adjoint au directeur financier de la direction générale de La Poste. Il devient directeur financier un an plus tard. Dans ses fonctions, il travaille à la transformation de l'administration en entreprise publique, en particulier par la prospective sur les modalités et les effets de la libéralisation à venir sur les offres de service public (étude externe "Courrier 1992", préparation de la présidence française du Conseil des Communautés Européennes et participe au conseil de la direction générale (1990). En juillet 1990, il supervise la mise en place de la nouvelle organisation comptable dans le cadre de la réforme des PTT, avec en particulier la mise en place en 1991 des contrats de gestion et du service commun de comptabilité,.
Entre avril 1993 et décembre 1993, il est conseiller technique aux affaires sociales et directeur adjoint du cabinet de Gérard Longuet, ministre de l'Industrie, des Postes et Télécommunications et du Commerce extérieur du gouvernement Édouard Balladur), où il traite des dossiers "chauds"[non neutre] avec les syndicats" comme Bull, La Ciotat, Thomson, RenaultVehicules Industriels, Sacilor, Sud Marine, les Charbonnages, etc.

### 1993-2000: Directeur général et président de La Poste
De 1993 à 1996 il est directeur général de La Poste et travaille avec son président, André Darrigrand.
Le 17 décembre 1996 il est nommé président de La Poste en Conseil des ministres en remplacement d'André Darrigrand. Pendant cette période il procède au désendettement du groupe, cherche à améliorer sa productivité et initie des opérations de croissance externe (participations, acquisitions) en particulier sur le marché (concurrentiel) des colis.
En 1997, avec l'arrivée de la gauche, Claude Bourmaud, réputé proche de la droite (i.e. ses passages dans les cabinets de Gérard Longuet), doit cohabiter avec un nouveau directeur général, Martin Vial, réputé proche de la gauche (cabinet de Paul Quilès). La période d'un peu plus de trois ans qui suivra, jusqu'au remplacement de Claude Bourmaud, a été qualifié de "cohabitation" par la presse. Cette cohabitation a été jugée plutôt harmonieuse : les cabinets sont fusionnés, les deux dirigeants reçoivent ensemble les délégations syndicales et ne font jamais état de divergences en public. Ainsi c'est Martin Vial qui négocie le passage aux 35 heures à La Poste. Claude Bourmaud termine ses fonctions de président en décembre 2000 où le nouveau conseil d’administration de La Poste propose la nomination de Martin Vial,.

### 2000-2012: Trésor public de la région Centre
À son départ de La Poste en décembre 2000, Claude Bourmaud est nommé trésorier-payeur général du Loiret et de la région Centre,, poste transformé en 2009 par la réforme de l'administration en : directeur régional des finances publiques de la région Centre. Il est admis à la retraite le 9 mars 2012.

## Décorations, distinctions honorifiques
- Officier de l'ordre national de la Légion d'honneur
- Commandeur de l'ordre national du Mérite